# Suso
Jesús Joaquín Fernández Sáez de la Torre, mais conhecido como Suso (Cádis, Espanha, 19 de novembro de 1993), é um futebolista espanhol que atua como ponta-direita. Atualmente defende o Cádiz.

## Carreira

### Cádiz
Nascido em Cádis, na Espanha, Suso se juntou às categorias de base do Cádiz, com apenas 12 anos. Aos 15 anos despontou interesse num olheiro inglês em um amistoso de pré-temporada em 2009. Assim, Suso assinou contrato com o Liverpool no verão de 2010, rejeitando propostas do Barcelona e Real Madrid, dizendo: "Eu estava indo assinar contrato com o Real Madrid, mas um dia antes meu telefone tocou e Rafa Benítez (até então técnico do Liverpool) falou comigo. Ele me convenceu que o Liverpool era o clube para mim e depois que eu tive que mudar meus planos. Eu estava indo para Liverpool. Suso foi descrito por um gerente do Cádiz, Quique González, como "um menino com grande qualidade, sua visão é excelente e sua passagem é ótima".

### Liverpool

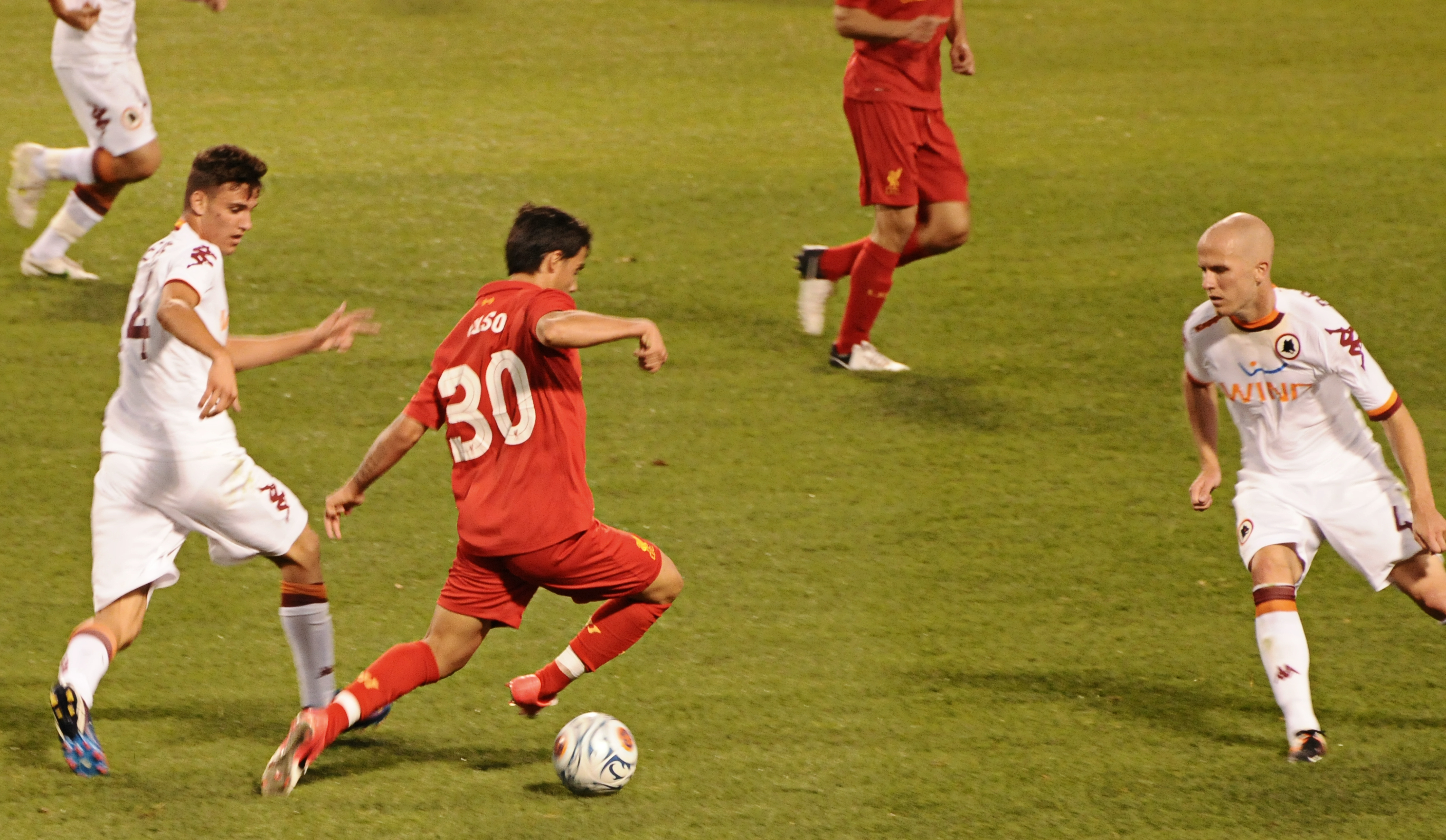
Suso num jogo amistoso contra a Roma em 2012.

Suso inicialmente se juntou às categorias de base do Liverpool por empréstimo, até que ele tinha idade suficiente para obter uma autorização para jogar por eles profissionalmente. Em 19 de novembro de 2010, completou 17 anos, assinando seu primeiro contrato profissional com os Reds. Suso fez sua primeira partida por sua primeira equipe profissional em um amistoso de pré-temporada contra o Borussia Mönchengladbach em 1 de agosto de 2010. No entanto, para jogos oficiais, ele foi colocado na reserva.
Suso foi incluído na lista de convocados para a pré-temporada do Liverpool nos Estados Unidos e no Canadá em julho de 2012 pelo novo técnico, Brendan Rodgers. Ele integrou ao grupo apenas dois dias depois de vencer o Campeonato Europeu Sub-19 com a seleção da Espanha. Suso entrou no segundo tempo do amistoso contra o Toronto FC.
Em 20 de setembro de 2012, Suso fez sua estreia profissional pelo Liverpool em um jogo de Liga Europa contra o Young Boys, jogando os 90 minutos e ganhando destaque com Brendan Rodgers. Ele fez sua estreia na Premier League três dias mais tarde contra o Manchester United, em uma derrota por 2-1 no Anfield, substituindo Fabio Borini , que saiu lesionado na metade do primeiro tempo. Teve um desempenho impressionante na partida, completando todos os seus passes, apesar de Liverpool ter tido um jogador expulso. Jogou então no próximo jogo contra o West Bromwich, seis dias depois na Taça da Liga, ajudando criar o segundo gol da partida, marcado por Nuri Şahin em uma vitória por 2-1. Fez sua primeira partida como titular pelo clube na Premier League em 29 de setembro, em uma vitória por 5-2 em Norwich City, onde ele ajudou no terceiro gol de Luis Suárez.
Em 19 de outubro de 2012, Suso assinou um novo contrato de longo prazo com o Liverpool, recebendo elogios do técnico Brendan Rodgers por sua "maturidade e compromisso".
Em 18 de dezembro de 2012, Suso foi multado em £ 10.000 por conta de uma publicação que fez para seu companheiro de equipe José Enrique no Twitter, que o jogador era homofóbico. José Enrique respondeu a essas acusações, dizendo que o comentário era "brincadeira" e "apenas uma piada".
Em 25 de fevereiro de 2013, depois de ter perdido espaço no time devido às contratações de Daniel Sturridge e Philippe Coutinho, Suso voltou para a equipe Sub-21 ,fazendo um jogo contra o Manchester United. Seu desempenho não foi bom e ele reconheceu que em sua conta no Twitter, ele twittou "Desculpe por hoje à noite... Eu estava tendo alguns problemas de estômago durante todo o jogo, mas eu não queria sair do jogo... Desculpe! ". O jogo terminou 1-0 para o United.
Em 19 de julho, Suso fez o gol de empate contra o Preston North End em um amistoso em que Liverpool acabou vencendo. Em 2 de agosto de 2014, ele marcou o segundo gol contra o Milan no minuto 89, em uma vitória por 2-0 no jogo final da fase de grupos na Liga dos Campeões.

### Almería

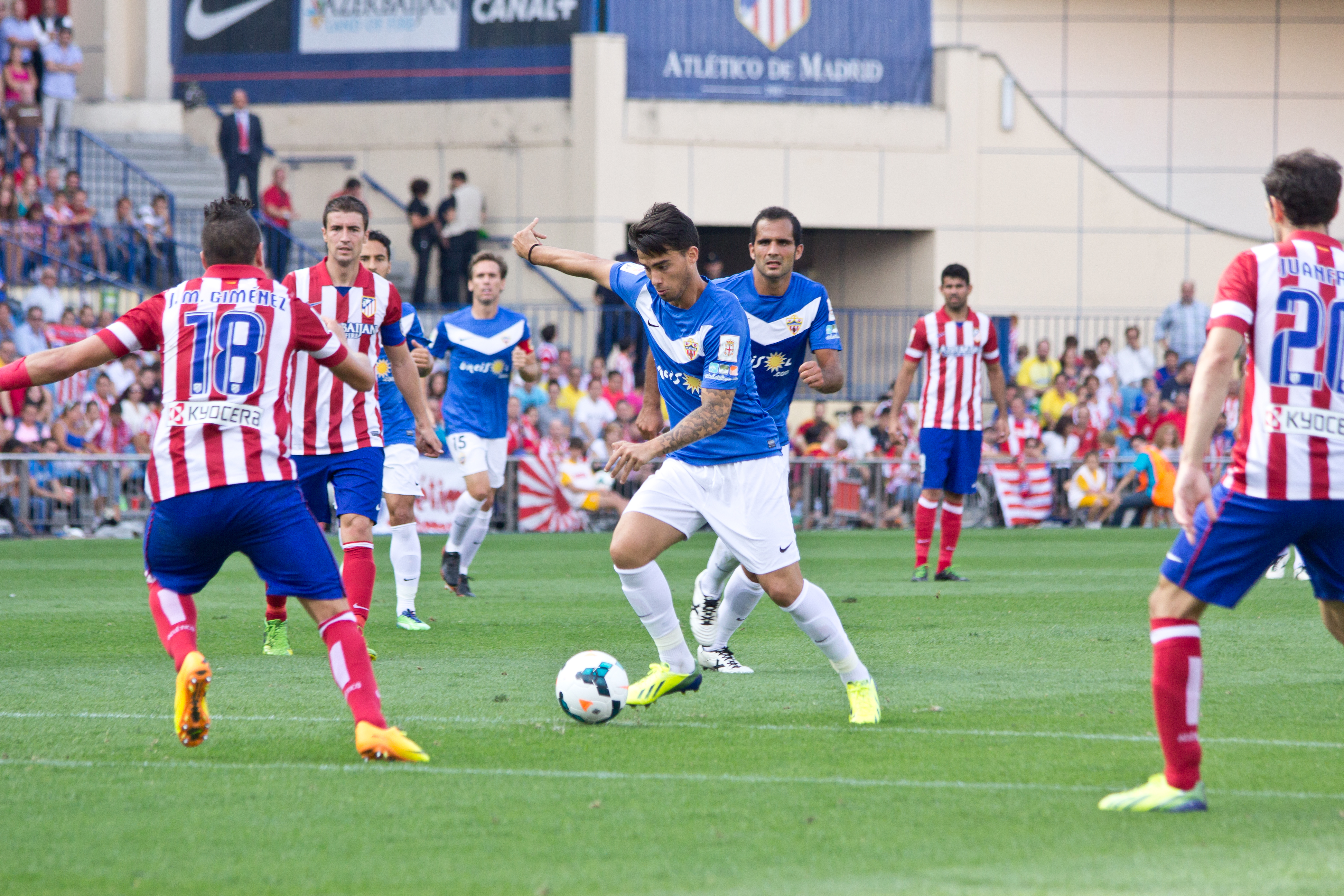
Suso (centro) fazendo uma partida pelo Almería contra o Atlético de Madrid.

Em 12 de julho de 2013, Suso assinou contrato com o Almería por empréstimo de uma temporada. Ele fez sua estreia para os andaluzes em 19 de agosto, dando assistência para Rodri em um dos gols, mas perderam o jogo por 2-3 em casa contra o Villareal. No jogo seguinte, novamente deu assistência para Rodri, num empate por 2-2 fora contra o Getafe.
Em 21 de setembro, Suso marcou seu primeiro gol pelo clube num empate por 2-2 em casa contra o Levante. Em 30 de outubro, ele ajudou a sua equipe a terminar uma sequência de cinco derrotas consecutivas, dando mais uma assistência para Marco Torsiglieri numa vitória por 2-1 sobre o Valencia.
Em 2 de novembro, Suso deu outra assistência para Rodri, que em seguida, marcou o único gol do jogo em uma vitória em casa contra o Real Valladolid. No final do mês, ele marcou seu segundo gol para os andaluzes, mas mesmo assim perdeu o jogo por 1-3 contra o Celta de Vigo.
Ainda em novembro, Suso foi multado por chegar atrasado a um treino, então, foi para o banco nos seguintes jogos contra o Real Betis, Granada, Athletic Bilbao e Villarreal, só retornando ao time titular em 26 de Janeiro do ano seguinte, também dando assistência para Jonathan Zongo, no único gol do jogo contra o Getafe.

### Retorno ao Liverpool
Suso foi relacionado para a primeira partida do Liverpool na Champions League em 16 de Setembro 2014, com uma vitória por 2-1 sobre o Ludogorets Razgrad, embora ele não tenha entrado no jogo. Em 23 de setembro de 2014, numa partida da terceira fase da Copa da Liga Inglesa contra o Middlesbrough, no Anfield, ele substituiu Lazar Marković no minuto 98 e marcou seu primeiro gol pelo clube aos 11 minutos da prorrogação, depois que o jogo acabou por terminar em 2-2. Ele também marcou duas vezes no desempate por penaltis, onde Liverpool venceu por 14-13.

### Milan
Em 12 de janeiro de 2015, Suso assinou um pré-contrato de quatro anos com o Milan, da Itália, após poder assinar um pré-contrato com qualquer clube. Mais tarde, houve um acordo entre o clube italiano e o inglês, que ele iria se juntar imediatamente ao Milan após Riccardo Saponara ter ido para o Empoli por empréstimo até o final da temporada. Devido ao cancelamento antecipado de contrato de Suso com o Liverpool, o Milan pagou uma taxa de € 1,3 milhões para o time inglês.
Fez sua estréia em 27 de janeiro, nas quartas-de-final da Coppa Itália, substituindo Michelangelo Albertazzi para jogar os últimos dez minutos da derrota por 0-1 em casa contra a Lazio. Sua estréia pela Serie A se deu em 4 de abril, entrando junto de Pazzini no lugar de Alessio Cerci e Mattia Destro no minuto 77 de uma vitória por 2-1 sobre o Palermo.

### Genoa
Em 28 de dezembro de 2015, sem muitas oportunidades, Suso foi emprestado ao Genoa até o final da temporada.

### Retorno ao Milan
Após o fim do empréstimo junto ao Genoa, na temporada 2015–16, sob o comando de Vincenzo Montella, Suso se transformou numa das principais peças da equipe Rossonera.

### Sevilla
Em 29 de janeiro de 2020, Suso foi emprestado ao Sevilla até o fim da temporada 2020–21, com opção de compra que se torna obrigatória com o cumprimento de algumas metas. Em 20 de julho de 2020, o clube espanhol anunciou que ativou a cláusula de opção de compra do jogador, assinando com ele permanentemente por cinco anos. Em maio de 2025, ele anunciou que deixaria o clube após o fim do contrato.

## Seleção Espanhola
Suso representou a seleção espanhola sub-17, sub-18, sub-19, sub-20 e sub-21. Em 2012, Suso começou todos os jogos durante o Campeonato Europeu Sub-19, onde ganhou seu primeiro título internacional. Ele também foi capitão da equipe da Espanha sub-20 que disputou o Campeonato Mundial Sub-20 de 2013.

## Títulos
Milan
- Supercopa da Itália: 2016

Sevilla
- Liga Europa: 2019–20, 2022–23
- Desafio de Clubes da UEFA–CONMEBOL: 2023[10]

Espanha
- Campeonato Europeu Sub-19: 2012

### Prêmios individuais
- Equipe do torneio do Campeonato Europeu Sub-19 de 2012[11]